# Lembach
Lembach é uma comuna francesa na região administrativa de Grande Leste, no departamento Baixo Reno. Estende-se por uma área de 48,86 km². Em 2010 a comuna tinha 1 592 habitantes (densidade: 32,6 hab./km²).